# Paul Ier (pape)
Pour les articles homonymes, voir Paul Ier.
Paul Ier, né à Rome vers l'an 700, est le 93e pape, du 29 mai 757 au 28 juin 767. Il succède à son frère, le pape Étienne II (III), dont il continue la politique d'alliance avec les Francs contre les Lombards. Le souffle iconoclaste s'est entre-temps réveillé avec l'empereur byzantin Constantin V, provoquant la fuite de nombreux moines grecs à Rome,,.
Face à la menace des Lombards, il fait transférer les reliques de différents saints dans les murs de la ville de Rome (pour éviter leur pillage). Il installe ces reliques dans des monastères et des basiliques, développant ainsi le culte des reliques. Il fait également construire un monastère dans Rome. Le pape est aussi connu pour l'aide qu'il apporte aux pauvres et aux malades qu'il va « secrètement visiter la nuit »,,.
Geste d'amitié à l'égard des Francs : Paul Ier fait transférer au Vatican les restes de sainte Pétronille, qu'ils vénèrent. Il accepte en outre d'être le parrain de sainte Gisèle, la fille de Pépin le Bref. Son culte est attesté à partir du XIVe siècle.
Paul Ier meurt le 28 juin 767.